# Allegheny Valley Railroad

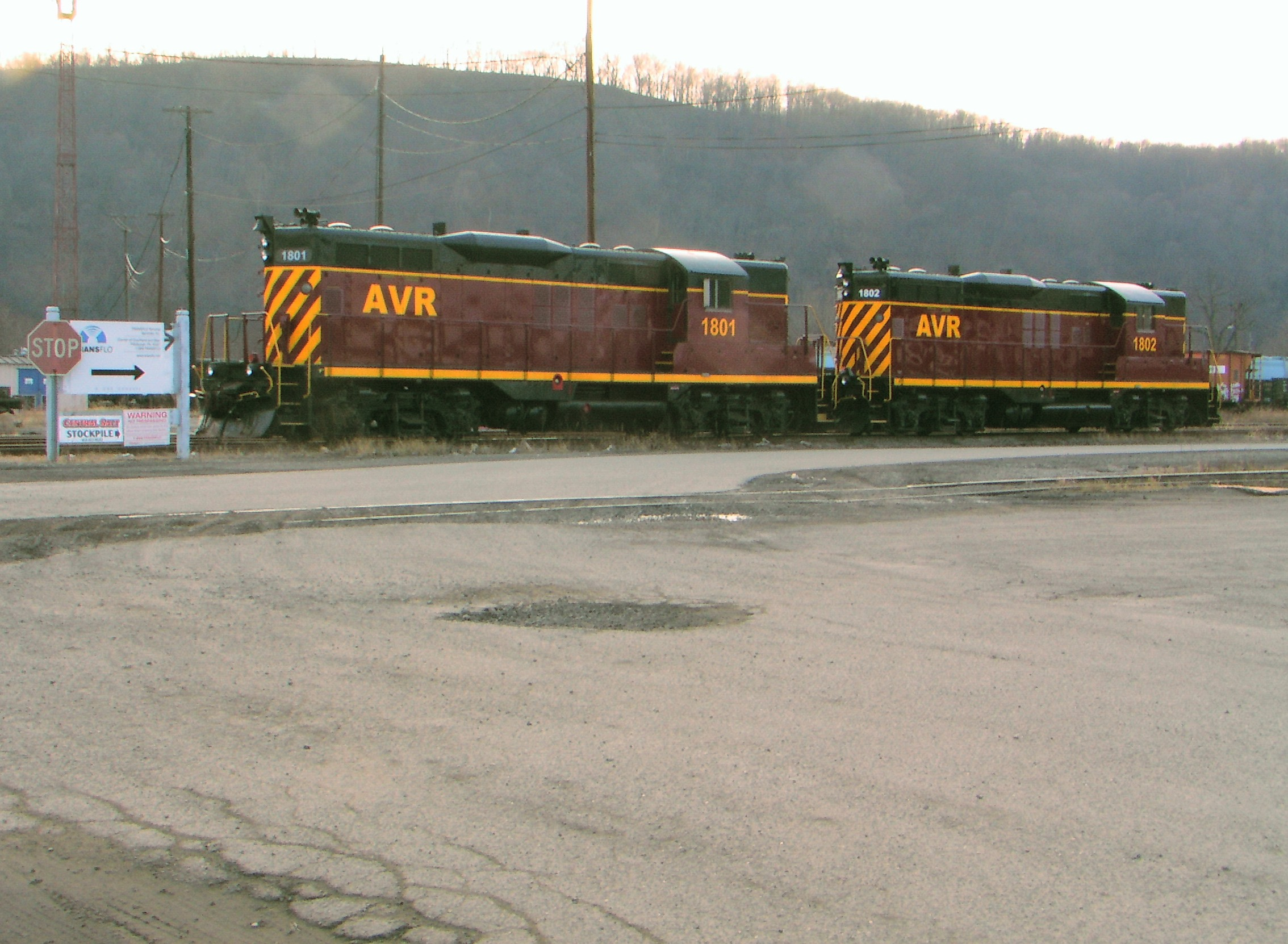
Lokomotiven der Allegheny Valley Railroad

Die Allegheny Valley Railroad (AAR-reporting mark: AVR) ist eine US-amerikanische Rangier-Eisenbahngesellschaft in Pennsylvania. Sitz des zu Carload Express gehörenden Unternehmens ist Oakmont (Pennsylvania).
Die Gesellschaft übernahm zum 28. Oktober 1995 den Betrieb auf einer früheren Strecke der Pennsylvania Railroad von Pittsburgh nach New Kensington. 2003 übernahm die Gesellschaft die Strecken der LTV Steel-Tochter-Monongahela Connecting Railroad in Pittsburgh. Im gleichen Jahr übernahm die AVR die CSX-Strecke von Allison Park nach Washington (Pennsylvania).
In Pittsburgh bestehen Streckenrechte über die Norfolk Southern um den NS-Rangierbahnhof „Island Avenue Yard“ zu erreichen. Außerdem bestehen Übergänge zur CSX Transportation (Glenwood Yard), zur Buffalo and Pittsburgh Railroad (Allison Park) und zur Wheeling and Lake Erie Railway (Bruceton).
Das Unternehmen hat zehn Lokomotiven (zwei EMD GP 10, vier GP 11 und vier SW 1500) und 30 Beschäftigte.